# Anders Johnson (agronom)
Anders Johnson, född 16 januari 1795 i Brandstorp, Norra Björke socken, död 1 januari 1854 på Höglunda i Kållands-Åsaka socken, var en svensk agronom.
Anders Johnsson var son till klockaren i Norra Björke Jonas Månsson. Han hade ett tillfälligt arbete vid konstruktionen av en anläggning för ängsbevattning vid Lärjeholms gård då han upptäcktes av George Stephens som tog honom under sina vingar som hans assistent omkring 1815 och han arbetade därefter som konstruktör och förman vid flera av Stephens projekt runt om i Sverige. Han deltog även i förundersökningar för flera sjösänkningsföretag. 1824-1831 erhöll han vidareutbildning i Skottland och ledde efter sin återkomst utdiktningsföretagen i Skaraborgs län 1831-1832. 1833-1836 arbetade Anders Johnson som agronom vid Skaraborgs, Värmlands och Kronobergs läns hushållningssällskap och vid Värmlands läns hushållningssällskap 1836-1839. 1840 var han konsult i Finland och därefter av svenska staten avlönad agronom med disponents titel.